# Linda Grubben

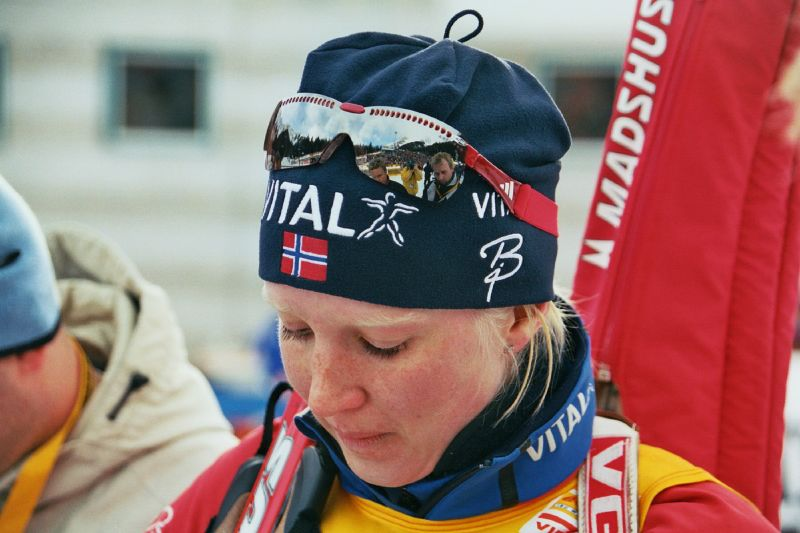
Linda Grubben beim Weltcup in Antholz 2006

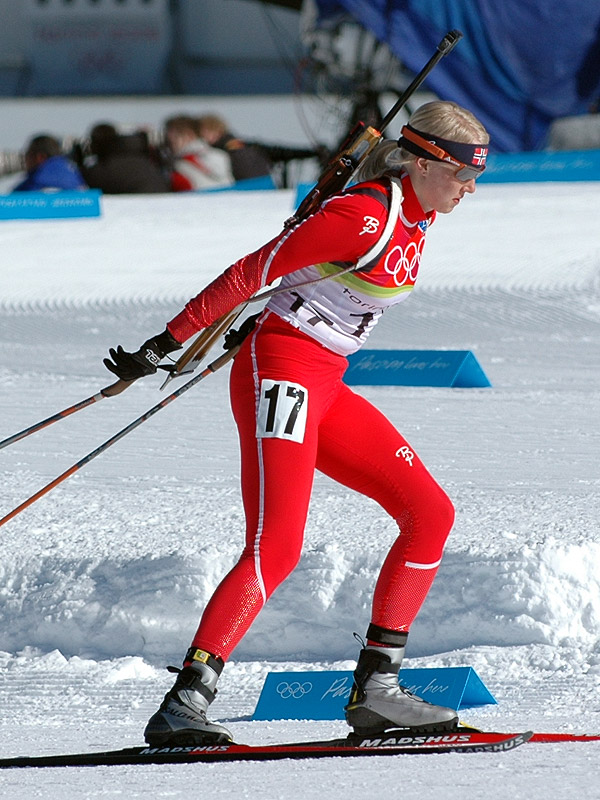
Linda Grubben bei den Olympischen Spielen 2006 in Turin

Linda Grubben (* 13. September 1979 in Stavanger; gebürtig Linda Tjørhom) ist eine ehemalige norwegische Biathletin.
Grubben gewann bei den Olympischen Winterspielen 2002 in Salt Lake City Silber im Staffelwettkampf. Bei der Weltmeisterschaft 2004 in Oberhof konnte sie mit der Staffel die Goldmedaille holen. Ihre erste Einzelmedaille gewann sie bei der Weltmeisterschaft 2005 in Hochfilzen mit Bronze über 15 km. 2006 folgte bei der Biathlon-Mixed-Relay-Weltmeisterschaft in Pokljuka Silber in der Staffel.
Das letzte Rennen der Saison 2005/2006 in Oslo konnte sie für sich entscheiden und sicherte sich somit den dritten Platz im Disziplinen-Weltcup Massenstart. Im Weltcup konnte sie insgesamt acht Rennen gewinnen, drei davon in der Saison 2006/07. Bei der Weltmeisterschaft 2007 in Antholz gewann sie zunächst Silber in der Verfolgung. Höhepunkt und größter Erfolg ihrer Karriere wurde der Weltmeistertitel im Einzel, den sie sich durch ein fehlerfreies Schießen sicherte. Am 11. Februar 2007, nur wenige Stunden nach dem Gewinn der Bronzemedaille mit der norwegischen Staffel, gab sie überraschend ihren sofortigen Rücktritt vom Biathlon-Sport bekannt; als Gründe nannte sie den Trainings- und Reisestress. Obwohl sie die neun letzten Saisonrennen nicht mehr mitlief, belegte Grubben am Saisonende im Gesamtweltcup dennoch Platz 6 und war damit beste Norwegerin der Saison 2006/07.
Seit dem Sommer 2006 ist sie mit dem ehemaligen norwegischen Biathlon-Nationaltrainer Roger Grubben verheiratet. Sie haben eine Tochter (* Dezember 2007). Wegen ihrer Flugangst konnte Grubben im Laufe ihrer Karriere an mehreren Wettbewerben (z. B. bei den Biathlon-Weltmeisterschaften 2003 in Chanty-Mansijsk, Russland) nicht teilnehmen.

## Erfolge
- Olympische Winterspiele:
  - 2002: 1× Silber (Staffel)

- Weltmeisterschaften:
  - 2004: 1× Gold (Staffel)
  - 2005: 1× Bronze (Einzel)
  - 2006: 1× Silber (Mixed-Staffel)
  - 2007: 1× Gold (Einzel), 1× Silber (Verfolgung), 1× Bronze (Staffel)

- Weltcupsiege:
  - 8 Siege

- Weltcupbilanz:

Die Tabelle zeigt alle Platzierungen (je nach Austragungsjahr einschließlich Olympische Spiele und Weltmeisterschaften).
- 1.–3. Platz: Anzahl der Podiumsplatzierungen
- Top 10: Anzahl der Platzierungen unter den ersten zehn (einschließlich Podium)
- Punkteränge: Anzahl der Platzierungen innerhalb der Punkteränge (einschließlich Podium und Top 10)
- Starts: Anzahl gelaufener Rennen in der jeweiligen Disziplin

| Platzierung | Einzel | Sprint | Verfolgung | Massenstart | Staffel | Gesamt |
| ----------- | ------ | ------ | ---------- | ----------- | ------- | ------ |
| 1. Platz    | 1      | 3      | 2          | 2           | 6       | 14     |
| 2. Platz    | 1      |        | 4          |             | 5       | 10     |
| 3. Platz    | 2      | 2      | 3          | 2           | 7       | 16     |
| Top 10      | 6      | 18     | 17         | 7           | 31      | 79     |
| Punkteränge | 9      | 39     | 33         | 15          | 31      | 127    |
| Starts      | 16     | 52     | 39         | 15          | 31      | 153    |